# Gib (Computerspiel)

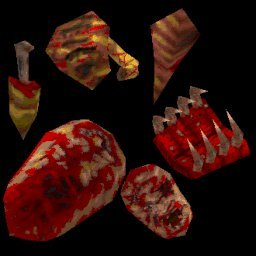
Typische Gibs, aus dem Open-Source-Shooter OpenQuartz

Gib [dʒɪb] (Abkürzung von englisch giblets ‚Eingeweide‘, ‚Innereien‘) ist ein unter Computerspielern gebräuchlicher Begriff, für (einzelne) Körperteile und Überreste einer Figur (z. B. ein Stück Arm, Gedärm, Gehirn usw.). Der Begriff ist hauptsächlich im Ego-Shooter-Genre verbreitet, wo sich auch die Bezeichnung eines speziellen Spielmodus InstaGib von diesem Begriff ableitet. Die Erfindung des Begriffes wird dem Spieleentwickler Adrian Carmack zugeschrieben.
Analog hierzu existiert das Verb „gibben“ bzw. das Adjektiv „gibbed“, womit das gewaltsame, blutige Töten einer Spielfigur bezeichnet wird, die dabei üblicherweise in ihre Einzelteile zerstückelt bzw. gegibbt wird. Die Möglichkeiten bzw. Umstände, wann eine Spielfigur gegibbt wird, variieren. In Quake gibt eine Spielfigur entweder durch die Reduktion der Hitpoints auf unter −40, durch einen tödlichen Quad-Damage-Treffer oder durch einen Telefrag. Die sehr drastischen und blutigen Darstellungen werden einerseits als Feature angesehen im Sinne von zusätzlichen Details, dienen jedoch in ihren extremeren Formen häufig auch dazu, bewusst zu schocken, Aufmerksamkeit zu erregen oder zu provozieren.
Bedeutung kommt dem Sachverhalt in der immer wieder aufflammenden Kontroverse um die sogenannten „Killerspiele“ zu, in welcher er von Kritikern als Argument gegen gewalttätige Computerspiele gebraucht (und teilweise auch missbraucht) wird. In für den deutschen Markt entschärften Versionen diverser Computerspiele werden Gibs teilweise oder gänzlich aus den Spielen entfernt, um einer Indizierung des Spiels durch die BzKJ vorzubeugen.